# Bill Bixby
Pour les articles homonymes, voir Bixby.
Bill Bixby, de son vrai nom Wilfred Bailey Bixby, est un acteur, réalisateur et producteur américain né le 22 janvier 1934 à San Francisco (Californie) et mort le 21 novembre 1993 à Century City (Californie). Il est surtout connu pour son rôle du docteur Banner dans la série L'Incroyable Hulk (1977-1982) et ses suites ainsi que celui d'Anthony Blake dans la série Le Magicien.

## Biographie
S'il tourne dans quelques films dont Irma la Douce de Billy Wilder, c'est surtout à la télévision que Bill Bixby doit sa célébrité. Il est en effet l'acteur principal de cinq séries à succès :
- Mon Martien favori (1963-1966) ;
- The Courtship of Eddie's Father (1969-1972, inédite en France) d'après le film homonyme de Vincente Minnelli ;
- Le Magicien (1973-1974) ;
- L'Incroyable Hulk (1977-1982) + 6 téléfilms ;
- Goodnight, Beantown (en) (1983-1984, inédite en France).

Elles seront également un excellent tremplin en tant que metteur en scène : Bixby réalisera un épisode de la saison 4 (Mort ou vif) de Hulk et deux des trois téléfilms suivants, ainsi que plusieurs épisodes de séries culte (Mannix, Le Riche et le Pauvre, Drôles de dames…) et des téléfilms. Alors qu'il projette de faire revivre Hulk dans une nouvelle aventure, écrite par Robert McCullough et intitulée Rebirth of the Incredible Hulk (La Résurrection de l'incroyable Hulk). Il meurt des suites d'un cancer de la prostate le 21 novembre 1993. Il est incinéré et ses cendres sont dispersées sur l’île de Maui.
L'ex-président Bill Clinton lui avait rendu hommage quelque temps auparavant pour son courage face au cancer (de même qu'à son ami Michael Landon).

### Vie privée
Bill Bixby épouse l'actrice Brenda Benet en 1971. Ils divorcent en 1980. Leur fils, Sean Christopher, meurt en 1981 à l'âge de six ans des suites d'une infection rarissime (à la suite de soins reçus après un accident de ski). Brenda Benet se suicidera un an plus tard, le 7 avril 1982. Elle joua aux côtés de Bill Bixby dans un épisode de la saison 3 de la série L'Incroyable Hulk (épisode 18 : Prémonition).
L'acteur se remarie en 1990 avec Laura Jane Michaels dont il divorce l'année suivante, lorsque sa maladie est diagnostiquée. En 1993, il épouse Judith Kliban, veuve de B. Kliban, quelques semaines avant sa mort.

## Mort
Il meurt d'un cancer de la prostate, le 21 novembre 1993. Il avait 59 ans.

## Filmographie

### Comme acteur

#### Cinéma
- 1962 : Seuls sont les indomptés (Lonely Are the Brave) : un soldat dans l'hélicoptère
- 1963 : Irma la Douce : la marin tatoué
- 1963 : Under the Yum Yum Tree : Track Team Coach
- 1966 : Marqué au fer rouge (Ride Beyond Vengeance) : Johnsy Boy Hood
- 1967 : Quatre Fiancés pour un mari (Doctor, You've Got to Be Kidding!) : Dick Bender
- 1967 : Clambake : James J. Jamison III
- 1968 : À plein tube (Speedway) : Kenny Donford
- 1975 : The Apple Dumpling Gang : Russel Donovan
- 1977 : Hamburger Film Sandwich de John Landis (sketch Sanhedrin) : lui-même

#### Télévision
- 1962 : The Joey Bishop Show (en) (série) : Charles Raymond
- 1963 : La Quatrième Dimension (série), épisode Une tombe à 55 m de fond : OOD
- 1963-1966 : Mon martien favori (série) : Tim O'Hara
- 1966 : Combat ! (en) (série), épisode The Losers : Kline
- 1969-1972 : The Courtship of Eddie's Father (série) : Tom Corbett
- 1971 : Big Fish, Little Fish (téléfilm) : Ronnie
- 1971 : Congratulations, It's a Boy! (téléfilm) : Johnny Gaines
- 1972 : The Couple Takes a Wife (téléfilm) : Jeff Hamilton
- 1973 : Steambath (téléfilm) : Tandy
- 1973-1974 : Le Magicien : Anthony Blake / Anthony Dorian (épisode pilote)
- 1973 : Shirts/Skins (téléfilm) : Teddy Bush
- 1974 : Family Theatre: Married Is Better (téléfilm) : Bill
- 1974 : Rex Harrison Presents Stories of Love (téléfilm) : William
- 1975 : La Côte sauvage (téléfilm) : Philippe Despard
- 1976 : Le Riche et le Pauvre (série) : Willie Abbott
- 1976 : The Invasion of Johnson County (téléfilm) : Sam Lowell
- 1976 : The Great Houdini (téléfilm) : le révérend Arthur Ford
- 1977 : L'Île fantastique, épisode pilote : Arnold Greenwood
- 1977: La croisiere s'amuse episode (serie) épisode Farces et Attrapes
- 1977 : Black Market Baby (téléfilm) : Herbert Freemont
- 1977 : L'Incroyable Hulk, épisode pilote : Dr David Bruce Banner
- 1977 : The Incredible Hulk: Death in the Family, épisode pilote 2 : Dr David Bruce Banner
- 1977 : Voyage dans l'inconnu, épisode 8 : Commandant John Kelly
- 1978-1982 : L'Incroyable Hulk (téléfilm) : Dr David Bruce Banner
- 1978 : Hulk revient (téléfilm) : Dr David Bruce Banner
- 1979 : The Hanna-Barbera Hall of Fame: Yabba Dabba Doo 2 (téléfilm) : présentateur
- 1982 : Un meurtre est-il facile ? (téléfilm) : Luke Williams
- 1982 : The Book of Lists (série) : présentateur
- 1982 : I've Had It Up to Here (téléfilm)
- 1983-1984 : Goodnight, Beantown (série) : Matt Cassidy - également producteur
- 1985 : True Confessions (série) : présentateur
- 1985 : International Airport (téléfilm) : Harvey Jameson
- 1986 : Sin of Innocence (téléfilm) : David McGary
- 1988 : Le Retour de l'incroyable Hulk (téléfilm) : Dr David Bruce Banner - également producteur
- 1989 : Le Procès de l'incroyable Hulk (téléfilm) : Dr David Bruce Banner - également producteur
- 1990 : La Mort de l'incroyable Hulk (téléfilm) : Dr David Bruce Banner - également producteur
- 1992 : Diagnostic : Meurtre (téléfilm) : Nick Osborne

### Comme réalisateur
- 1967 : Mannix (série)
- 1973 : Le Magicien (série)
- 1975 : La Côte sauvage (téléfilm)
- 1975 : Kate McShane (en) (série)
- 1976 : Le Riche et le Pauvre (série)
- 1976 : Drôles de dames (série)
- 1978 : Three on a Date (téléfilm)
- 1978 : The Many Loves of Arthur (téléfilm)
- 1981 : L'Incroyable Hulk (série : 1 épisode saison 4 : Mort ou vif)
- 1981 : Monsieur Merlin (série), épisode 2
- 1982 : Herbie, the Love Bug (série)
- 1983 : Wizards and Warriors (série)
- 1983 : The Best of Times (série)
- 1984 : WALTER (en) (téléfilm)
- 1986 : Better Days (série)
- 1989 : Le Procès de l'incroyable Hulk (téléfilm)
- 1990 : La Mort de l'incroyable Hulk (téléfilm)
- 1991 : Sons and Daughters (en) (série)
- 1991 : Another Pair of Aces: Three of a Kind (téléfilm)
- 1991 : Baby of the Bride (téléfilm)
- 1992-1993 : Petite Fleur (série), saisons 2 et 3
- 1993 : The Woman Who Loved Elvis (téléfilm)

#### Documentaire TV
Hollywood Autopsy diffusée sur Planète+ Crime+Investigation Saison 6, épisode 6, revient sur l'histoire de l'acteur et sa fin de vie.